# Caíque Venâncio Lemes
Caíque Venâncio Lemes (* 12. Juli 1993 in Varginha), auch Caíque genannt, ist ein brasilianischer Fußballspieler.

## Karriere
Seinen ersten Vertrag unterschrieb Caíque 2012 bei Londrina EC, einem Verein, der in Londrina beheimatet ist. Über die brasilianischen Stationen CA Juventus, Friburguense AC, Macaé Esporte FC, CA Penapolense, EC Taubaté, Guarani FC und Desportivo Aves unterschrieb er 2019 einen Vertrag in Thailand bei dem in der Thai League spielenden Verein Chiangrai United. Nach einer enttäuschenden Hinserie 2019 wurde er zur Rückrunde an den Ligakonkurrenten Chiangmai FC nach Chiangmai ausgeliehen. Nachdem Chiangmai am Ende der Saison in die zweite Liga absteigen musste und sein Vertrag in Chiangrai endete, verließ er Thailand und wechselte nach Vietnam. Hier schloss er sich dem Rekordmeister Viettel FC aus Hanoi an. 2020 feierte er mit Viettel die Meisterschaft. Nach 33 Ligaspielen, in denen er acht Treffer erzielte, wurde sein Vertrag im Dezember 2022 nicht verlängert. Im April kehrte er in seine Heimat zurück. Hier schloss er sich dem Viertligisten Maringá FC in Maringá an. Für Maringá bestritt er bis August 2023 sechs Ligaspiele. Von Ende August 2023 bis Anfang Januar 2024 war er vertrags- und vereinslos. Am 8. Januar 2024 unterschrieb er in Patrocínio einen Vertrag bei CA Patrocinense. Hier stand er bis Ende April 2024 unter Vertrag. Am 22. April 2024 nahm ihn der Viertligist Mixto EC unter Vertrag. Nach 16 Ligaspielen kehrte er im August 2024 nach Thailand zurück. Hier unterschrieb er einen Vertrag beim Zweitligisten Ayutthaya United FC. Am Ende der Saison 2024/25 feierte er mit Ayutthaya die Vizemeisterschaft der zweiten Liga sowie den Aufstieg in die erste Liga. Mit 21 Toren wurde er Torschützenkönig der Liga.

## Erfolge
Guarani FC
- Campeonato Paulista Série A2: 2018

Viettel FC
- Vietnamesischer Meister: 2020

Ayutthaya United FC
- Thailändischer Zweitligavizemeister: 2024/25  ▲

## Auszeichnungen
Thai League 2
- Torschützenkönig: 2024/25 (21 Tore)